# Hypoponera

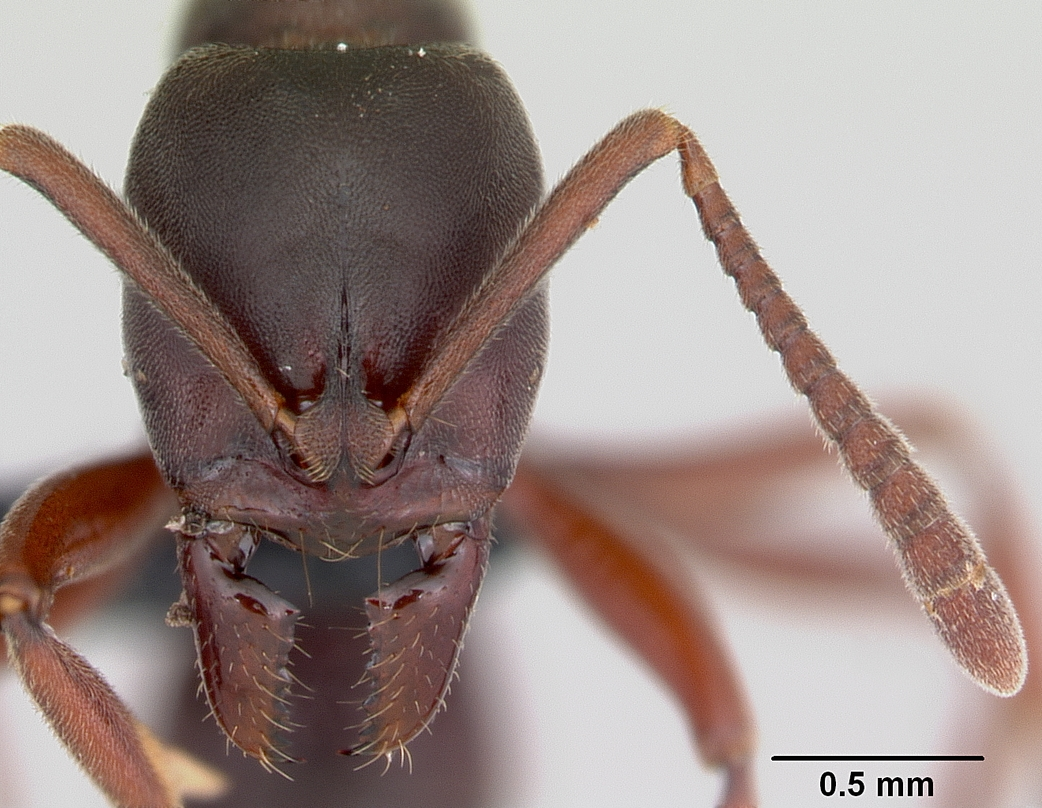
Муравей Hypoponera sakalava

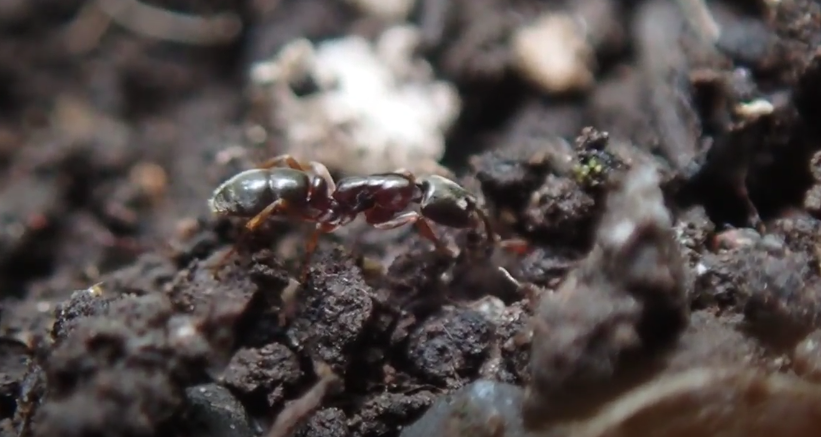
A Hypoponera worker, likely H. opacior.

Hypoponera (лат. , от др.-греч. ὑπο- «недо-» и Ponera) — род муравьёв (Formicidae) из подсемейства Ponerinae.
Типовой вид: Ponera abeillei Andre, 1881.

## Распространение
Пантропика.

## Описание
Мелкие земляные муравьи (рабочие около 2—3 мм, самки до 3—3,5 мм).
Глаза мелкие или отсутствуют. Петиоль прикрепляется у нижнего края 1-го брюшного (3-го абдоминального) сегмента. В нижнем выступе петиоля маленькое круглое отверстие отсутствует (у близкого рода Ponera имеется). Усики 12-члениковые. Задние голени с одной простой шпорой. Проподеум без зубцов. Мандибулы треугольные с 1—3 (до 5) крупными зубцами на вершине и многочисленными мелкими зубчиками на внутренней части. Передний край клипеуса без зубчиков.
Имеют гаплоидный (самцы) или диплоидный хромосомный набор (самки) n=12—19 и 2n=24—38.

## Биология
Гнездятся, как правило, в почве или гнилой древесине. Некоторые виды (например, Hypoponera punctatissima) были завезены в Европу несколько веков назад, где встречаются в обогреваемых помещениях, в оранжереях, теплицах, конюшнях, в цветочных горшках, в мусорных кучах, в древесных опилках.
Хищники (питаются мелкими насекомыми и другими членистоногими). Фуражируют скрытно, одиночно, в земле, в подстилке.

## Систематика
Включает около 164 видов и подвидов.
- Hypoponera abeillei (Andre, 1881)
- Hypoponera abeillei (Andre, 1881)
- Hypoponera abyssinica (Santschi, 1938)
- Hypoponera aethiopica (Forel, 1907)
- Hypoponera opacior (Forel, 1893)
- Hypoponera punctatissima (Roger, 1859)
- Другие виды